# Fokas (imię)
Fokas – imię męskie pochodzenia greckiego (gr. Φωκᾶς) o niepewnej etymologii.
Wśród patronów – św. Fokas, męczennik z II wieku.
Fokas imieniny obchodzi 5 marca i 14 lipca.
Znane osoby noszące to imię
- Fokas, ogrodnik, męczennik wczesnochrześcijański
- Fokas, cesarz bizantyński w latach 602–610